# Utsjoki by

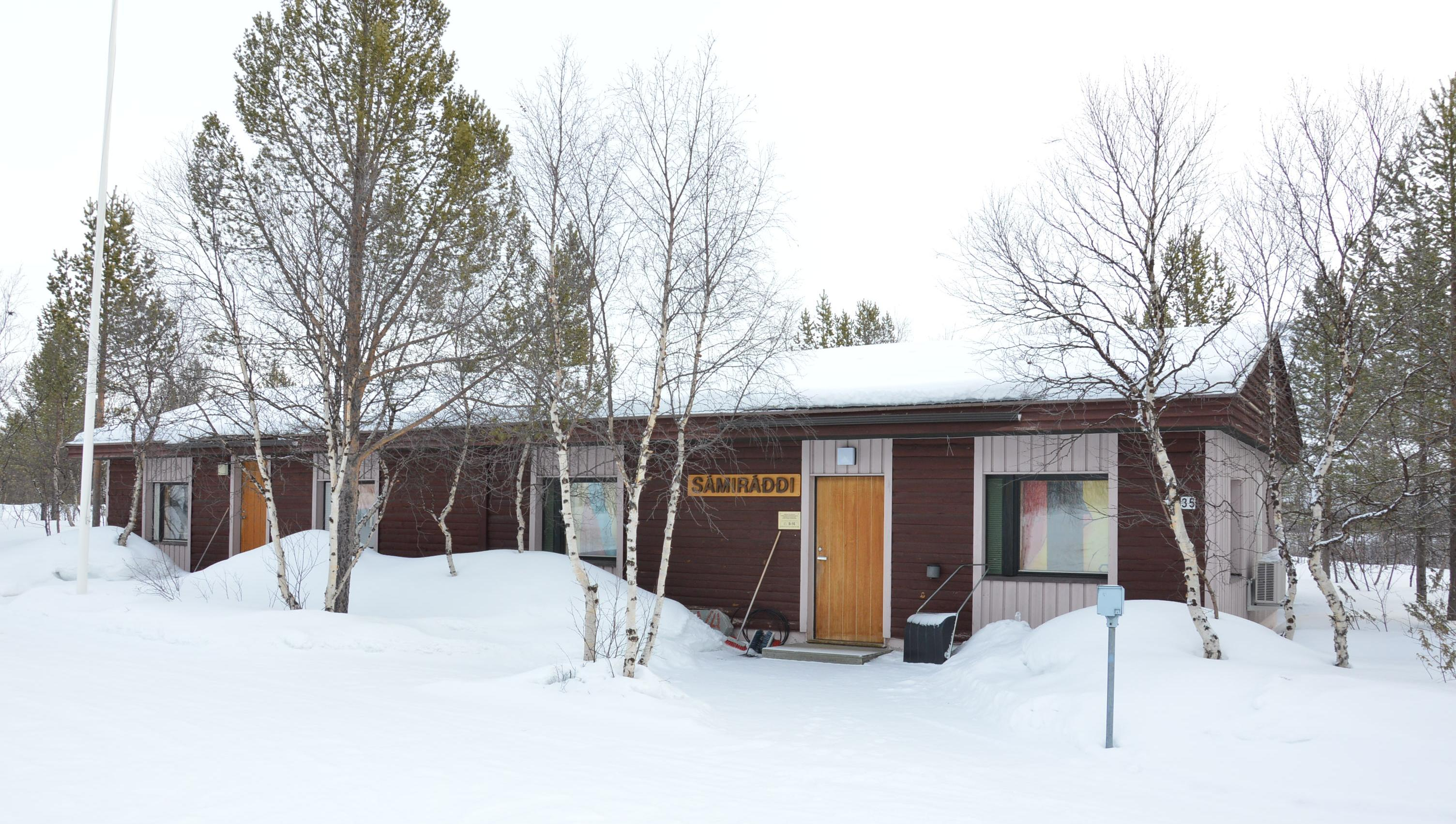
Sámiráđđis (Samerådets) huvudkontor i Utsjoki kyrkby

Utsjoki by (finska: Utsjoen kylä, nordsamiska: Ohcejoga gilli, enaresamiska: Uccjuuhâ , skoltsamiska: Uccjokk) ) är centralort i Utsjoki kommun i Lappland i Finland.
Utsjoki by ligger vid sammanflödet av Utsjoki älv och Tana älv, väster om berget Áilegas. Byn ligger vid gränsen till Norge, vid Riksväg 4 / E75. Orten är förbunden med Norge genom Samelandsbron över Tana älv.
Utsjoki kyrka ligger vid sjön Mantojärvi, tre kilometer söder om byn. I Utsjoki kyrkoby finns en vårdcentral.
Samerådets sekretariat finns i Utsjoki by.

## Befolkningsutveckling
| Befolkningsutvecklingen i Utsjoki kyrkoby 2000–2015                                                                  | Befolkningsutvecklingen i Utsjoki kyrkoby 2000–2015 | Befolkningsutvecklingen i Utsjoki kyrkoby 2000–2015 | Befolkningsutvecklingen i Utsjoki kyrkoby 2000–2015 | Befolkningsutvecklingen i Utsjoki kyrkoby 2000–2015 |
| --- | --------------------------------------------------- | --------------------------------------------------- | --------------------------------------------------- | --------------------------------------------------- |
| |                                                     |                                                     |                                                     |                                                     |
| År |                                                     |                                                     | Folkmängd                                           | Landareal (km²)                                     |
| 2000 | 2000                                                |                                                     | 345                                                 | 1,82                                                |
| 2005 | 2005                                                |                                                     | 364                                                 |                                                     |
| 2010 | 2010                                                |                                                     | 362                                                 | 1,48                                                |
| 2011 | 2011                                                |                                                     | 351                                                 | 1,64                                                |
| 2012 | 2012                                                |                                                     | 337                                                 | 1,58                                                |
| 2013 | 2013                                                |                                                     | 350                                                 | 1,39                                                |
| 2014 | 2014                                                |                                                     | 326                                                 | 1,39                                                |
| 2015 | 2015                                                |                                                     | 319                                                 | 1,40                                                |
| Anm.: Ny tätort 1990. Befolkning för åren 1990 och 1995 saknas i statistiken men areal och tätortskod finns angivet. |                                                     |                                                     |                                                     |                                                     |